# Wojciech Sieciński
Wojciech Sieciński (ur. 15 września 1928, zm. 12 sierpnia 2007) – polski scenograf i pedagog

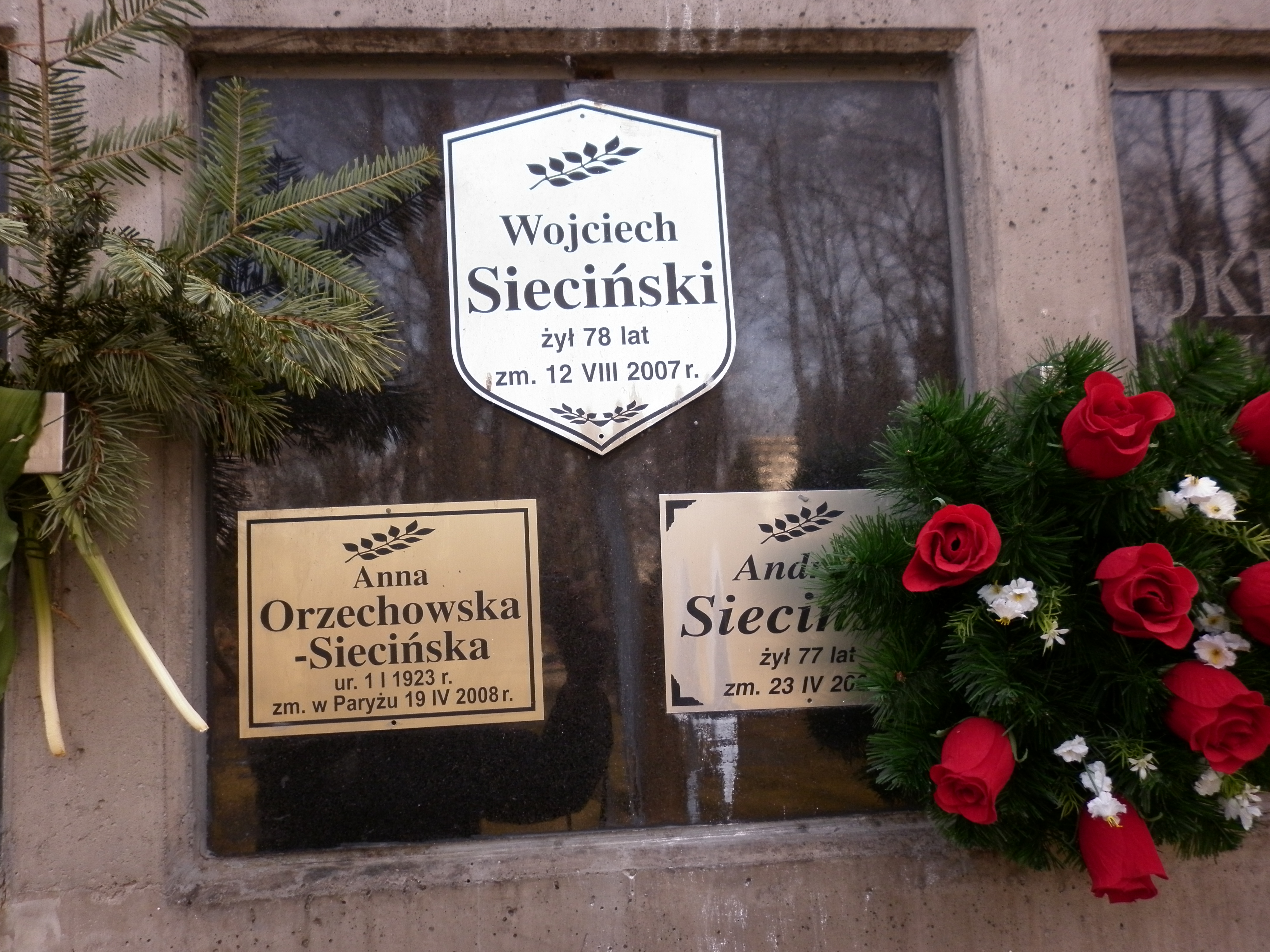
Kolumbarium Wojciecha Siecińskiego

## Życiorys
Współpracował między innymi z Operą Narodową w Warszawie, Teatrem Współczesnym, Teatrem im. Wandy Siemaszkowej w Rzeszowie, oraz Teatrem Telewizji. W 1957 r., realizował scenografie do „Pastorałki” Leona Schillera w reżyserii Stanisławy Perzanowskiej, prezentowaną później w 1990 r., na wystawie „Theatrum z niebieskich obłoków” w Muzeum Archidiecezjalnym.
W 1967 otrzymał wyróżnienie ministra kultury i sztuki z okazji wystawy „Polskie dzieło plastyczne w 15-leciu PRL”.
Jego żoną był artystka Hanna Orzechowska, z którą miał córkę Agatę Siecińską.
Pochowany 17 sierpnia 2007 r., na Powązkach Wojskowych w Warszawie (kwatera AIII kolumn.-3-35).